# Deropeltis robusta
Deropeltis robusta är en kackerlacksart som beskrevs av Gerstaecker 1883. Deropeltis robusta ingår i släktet Deropeltis och familjen storkackerlackor. Inga underarter finns listade i Catalogue of Life.